# David Lloyd George
David Lloyd George, 1.º Conde Lloyd-George de Dwyfor (Chorlton-upon-Medlock, 17 de janeiro de 1863 – Llanystumdwy, 26 de março de 1945) foi um estadista britânico e o último membro do Partido Liberal a ser primeiro-ministro do Reino Unido. Foi o líder do governo britânico durante a Primeira Guerra Mundial, mas ficou conhecido também por defender políticas de reforma social, por seu papel na Conferência de Paz de Paris e por negociar o estabelecimento do Estado Livre Irlandês. Ele está enterrado na Abadia de Westminster.

## Educação
Embora nascido em Manchester em 1863, David Lloyd George falava galês, e foi o único galês a ocupar o cargo de primeiro-Ministro no governo britânico. Ele teve uma infância pobre e mudou-se com seus pais para viver em Llanystumdwy, norte de Gales, com seu tio, que o encorajou a seguir a carreira de Direito e entrar na política. Essa sua infância o marcaria por toda a sua vida, levando-o a tentar sempre socorrer o homem comum a quem ele costumava chamar de "os duques".

## Entrada na política
Seu talento logo se manifestou, e ele foi eleito deputado pelo Partido Liberal por Caernarfon em 1890 e manteve esse cargo até 1945, cinquenta e cinco anos depois. Ele ganhou fama nacional por sua oposição veemente contra a Guerra dos Boers. Em 1905, ele integrou o novo Gabinete Liberal de Sir Henry Campbell-Bannerman como Presidente da Junta de Comércio, e com a morte de Campbell-Bannerman sucedeu o novo primeiro-ministro, Herbert Henry Asquith como Ministro das Finanças de 1908 a 1915.  Nesse papel, ele foi o responsável pela introdução da pensão aos idosos no Reino Unido e iniciou o que agora é chamado de Previdência social. 
Considerado um pacifista até 1914, Lloyd George mudou de opinião quando teve início a Primeira Guerra Mundial. Quando o governo Liberal caiu como resultado da "Crise de 1915" e foi substituído por um governo de coalizão dominado por Liberais ainda sob a presidência de Asquith, Lloyd George tornou-se o Ministro das Munições em 1915 e depois Secretário da Guerra em 1916.

## Primeiro-ministro

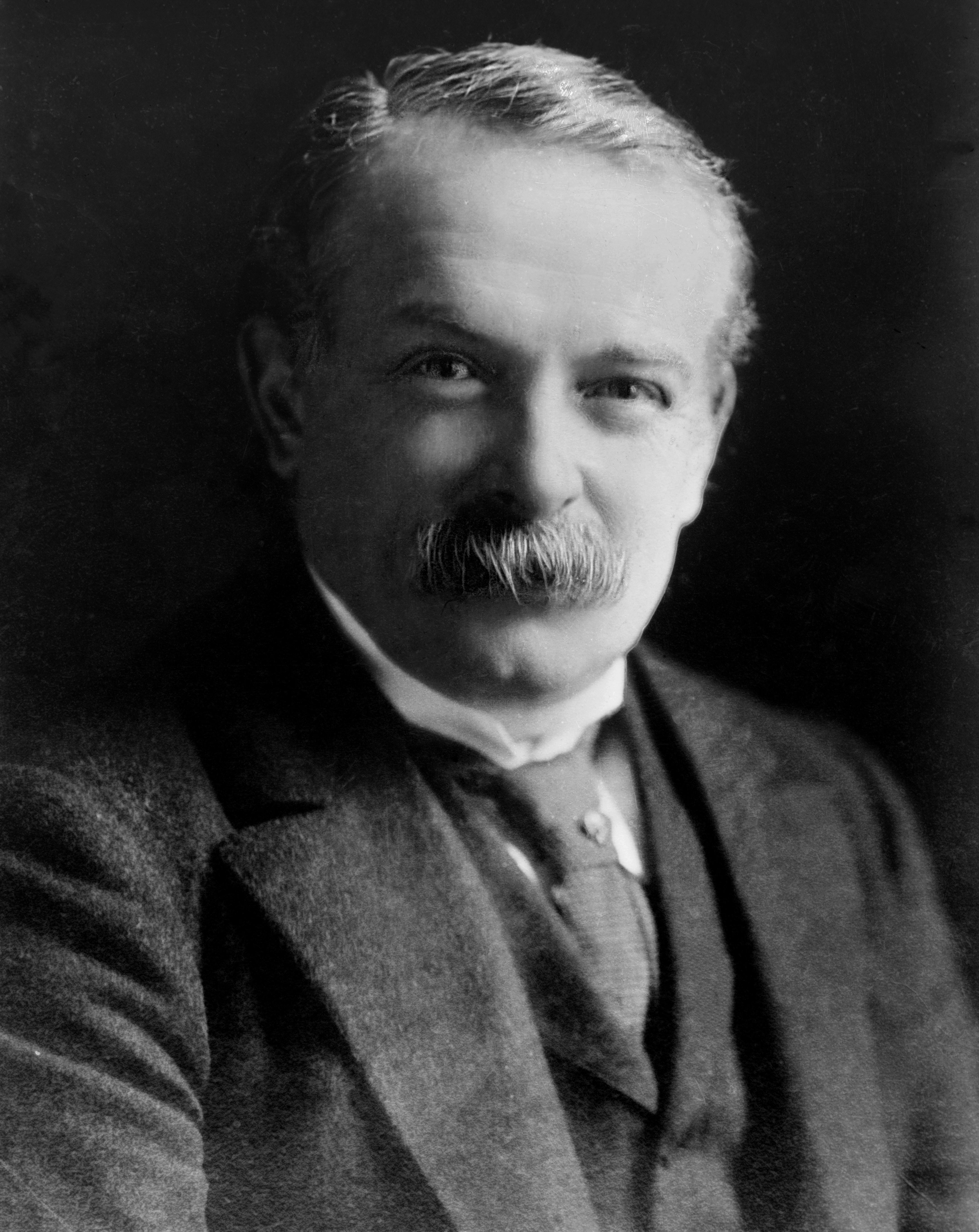
David Lloyd-George

Substituiu Asquith como primeiro-ministro de um novo governo de coalizão em tempo de guerra entre os liberais e os conservadores. Este foi um movimento que dividiu seu Partido Liberal em duas facções; os que apoiavam Asquith e os que apoiavam o governo de coalizão. Apesar desta oposição, Lloyd George guiou o país politicamente pela guerra, e representou a Inglaterra na Conferência de Paz de Versalhes, não concordando com o Premier francês Georges Clemenceau e com o Presidente americano Woodrow Wilson. Lloyd George queria punir a Alemanha politicamente e economicamente pela devastação da Europa durante a guerra, mas não queria destruir totalmente o sistema econômico e político alemão do modo que Clemenceau e muitas outras pessoas da França queriam fazer. Notavelmente, ele respondeu a uma pergunta de como ele tinha se saído na conferência de paz, "Nada mal, considerando que eu estava sentado entre Jesus Cristo e Napoleão." Lloyd George possibilitou plebiscitos na fronteira entre a Alemanha e a Polônia que resultavam de muitos atritos militares, e criou uma grande faixa desmilitarizada na fronteira entre esses dois países.
Lloyd George começou a sentir o peso da coalizão com os Conservadores depois da guerra. Sua decisão de estender o recrutamento militar à Irlanda foi um desastre, indiretamente levou a maioria dos deputados irlandeses a declarar a independência. Ele presidiu o governo em meio a uma série de confrontos sangrentos na Irlanda, que levou à formação da Irlanda do Norte. O envolvimento do governo nas atrocidades foi o maior fator que levou o povo irlandês a se afastar do Reino Unido. A ponto dele declarar com relação ao Exército Republicano Irlandês (IRA), "Nós estamos com os assassinos pela garganta!". Contudo, ele logo iniciou negociações com os líderes do IRA, reconhecendo suas autoridades e terminando com o conflito.
Sua campanha para as Eleições Gerais de 1918 caracterizou-se por promessas de reformas na educação, habitação, saúde e transporte. O tradicionalista Partido Conservador, contudo, não tinha intenção de introduzir estas reformas, que conduziram a três anos de luta frustrada dentro da coalizão. Foi esta luta, acompanhada da crescente discrepância entre as duas ideologias em um país envolvido com os custos da guerra que levaram Lloyd George a ser tirado do poder. Os conservadores afirmaram que eles não precisavam de Lloyd George para serem eleitos só porque ele foi o homem que ganhou a guerra para os britânicos. Eles também o acusaram de vender títulos de cavaleiros e nobreza por dinheiro e de faltar com algumas responsabilidades de primeiro-ministro.

## Pós-carreira política

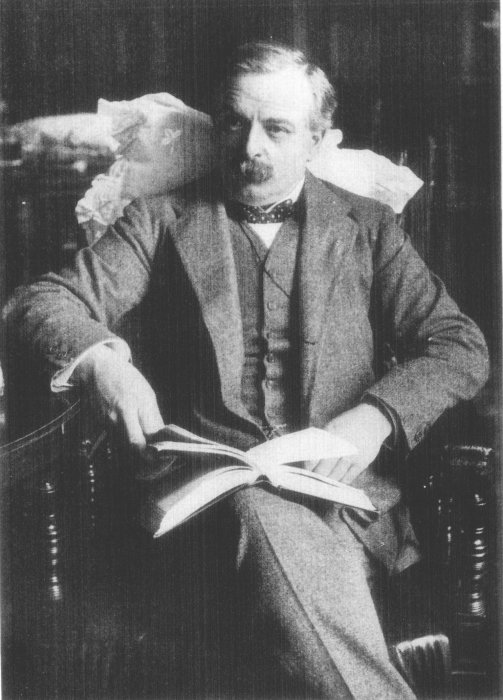
David Lloyd George

Pelas próximas duas décadas, Lloyd George permaneceu à margem da política britânica, sendo frequentemente lembrado para voltar à atividade, mas não tendo sucesso. Em 1929 tornou-se "Pai da Casa", o mais antigo membro dos Comuns.
Em 1935, buscou promover um programa radical de reforma econômica, frequentemente chamado de "Lloyd George's New Deal", em comparação com o New Deal do presidente norte-americano Franklin D. Roosevelt. Contudo, o programa não encontrou apoio dos partidos políticos mais importantes. No final da década de 1930, ele foi enviado pelo governo britânico para tentar dissuadir Adolf Hitler de seus planos de expansão fascista na Europa.
Durante a Segunda Guerra Mundial, havia especulação de Lloyd George retornar ao governo, e até sugestões para fazê-lo primeiro-ministro mais uma vez, mas isto não aconteceu. No início de 1945, ele foi agraciado com o título de Conde Lloyd George de Dwyfor e Visconde Gwynedd, de Dwyfor no condado de Caernarvonshire. Ele morreu logo após este fato, aos 82 anos de idade.

## David Lloyd sobre Hitler e a Alemanha Nazista

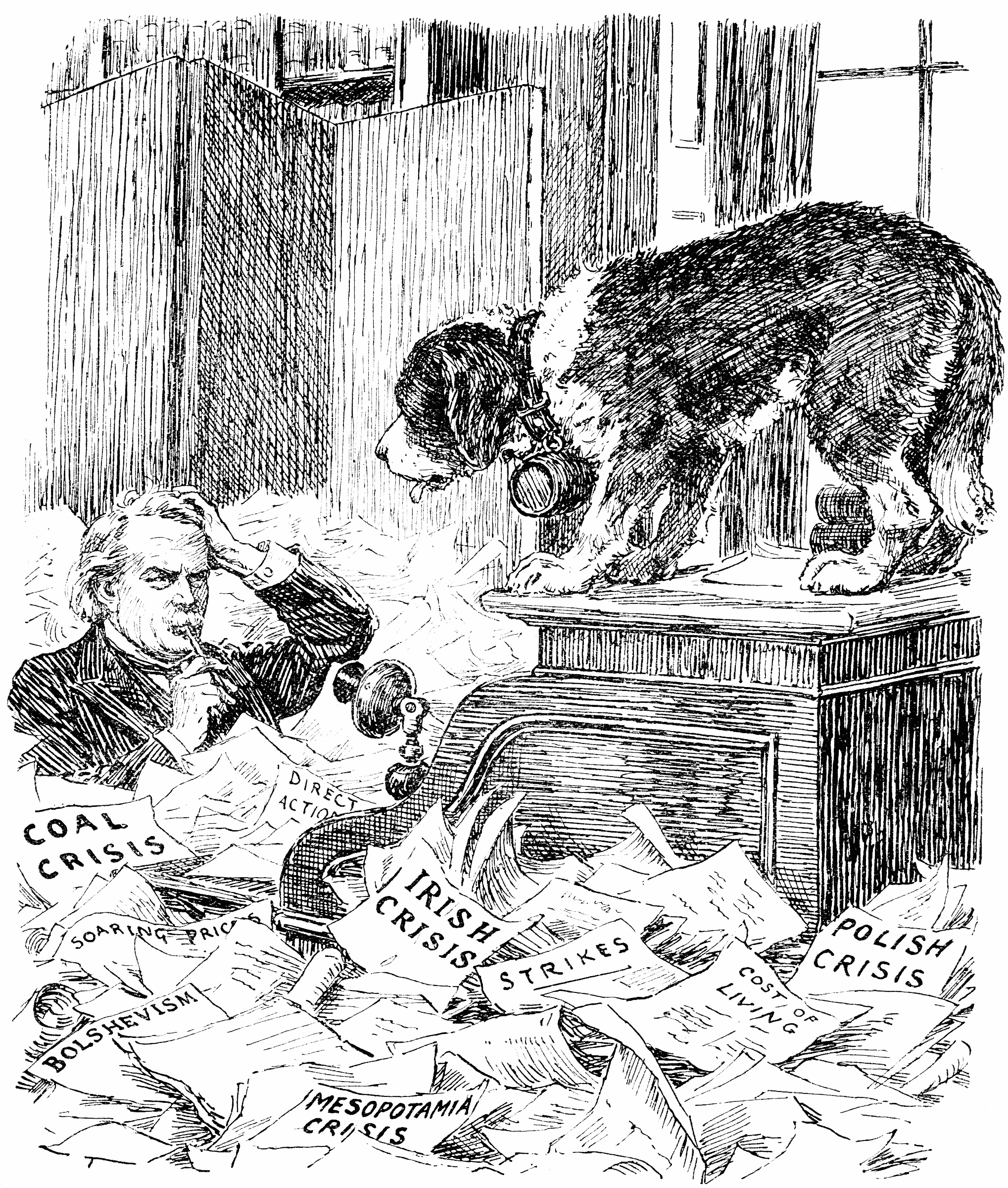
Desenho animado de David Lloyd George na revista Punch: The St. Bernard Pup (para seu Mestre). "Esta situação apela aos meus instintos hereditários. Devo vir para o resgate?" [Antes de deixar a Suíça, o Sr. Lloyd George comprou um St. Filhote de Bernard.]. Manchetes/títulos nos jornais: CRISE DO CARVÃO, AUMENTO DOS PREÇOS, BOLSHEVISMO, AÇÃO DIRETA, CRISE IRLANDESA, CRISE DA MESOPOTÂMIA, GREVES, CRISE POLONESA, CUSTO DE VIDA.

"Eu agora já conheço o famoso líder alemão e algumas das grandes mudanças que efetuou. Independentemente do que se pensa sobre seus métodos — e certamente não são os de um país parlamentar — não pode haver dúvida de que ele promoveu uma maravilhosa transformação no espírito do povo, nas atitudes de uns com os outros, e na suas perspectivas econômicas e sociais. Ele clamou em Nuremberg, com justo mérito, ter o seu movimento construído uma nova Alemanha em quatro anos.
Não é a Alemanha da primeira década, no pós-guerra: quebrada, abatida e curvada com um sentimento de apreensão e impotência. Está agora cheia de esperança e confiança, e de um renovado senso de determinação em conduzir sua própria vida sem a interferência de qualquer influência além de suas fronteiras.
Há, pela primeira vez desde a guerra, uma sensação geral de segurança. As pessoas estão mais alegres. Há um grande senso geral de renovação do espírito por todo o território. É uma Alemanha mais feliz! Eu vi por toda a parte, e ingleses que eu conheci durante minha viagem, os quais conheciam bem a Alemanha, estão muito impressionados com a mudança.
Um homem que efetuou seu milagre. Um líder nato. Uma personalidade magnética e dinâmica, com um único propósito em mente, de uma vontade resoluta e coração destemido.
Não apenas nominalmente, mas de fato ele é o líder nacional. Ele os fez seguros contra inimigos potenciais que os cercam. Cuida também contra o constante temor da fome, que é uma das memórias mais tristes dos últimos anos de guerra e os seguintes à paz. Mais de 700 mil morreram de fome extrema naqueles anos sombrios. É possível notar ainda os efeitos no aspecto físico daqueles nascidos nesse mundo desolado.
O fato de que Hitler resgatou o seu país do medo da repetição do desespero, penúria e humilhação, tem dado a ele uma autoridade indiscutível na Alemanha moderna.
A respeito de sua popularidade, especialmente entre a juventude alemã, não pode haver qualquer sombra de dúvida. Os mais velhos confiam nele; os jovens o idolatram. Não é a admiração atribuída a um líder popular. É o culto a um herói nacional que salvou seu país da depressão profunda e da degradação.
Para aqueles que realmente viram e sentiram a forma com que Hitler reina sobre o coração e a mente da Alemanha, esta descrição pode parecer extravagante. Indiferentemente, esta é a pura verdade. Este grande povo irá trabalhar melhor, sacrificar-se mais e, se necessário, lutar resolutamente porque Hitler pediu para que assim o fosse.
Aqueles que não compreendem este fato central não podem julgar as presentes possibilidades da Alemanha moderna. Essa impressão, mais do que qualquer coisa, eu testemunhei durante minha breve visita à nova Alemanha. Havia uma atmosfera renovadora; e isso teve um efeito extraordinário sobre a unidade da nação.
Católicos e protestantes, Prussianos e Bavarianos, empregador e operário, ricos e pobres; foram todos consolidados em um povo. Religião, província e classe social não mais dividiam a nação. Há uma paixão pela unidade, nascida da necessidade extrema.
Eu jamais encontrei povo mais feliz do que o alemão, e Hitler é um dentre os grandes homens."

## Família
Seu filho, Gwilym Lloyd George, e filha, Megan Lloyd George, ambos o seguiram na política e foram eleitos membros do parlamento. Eles foram politicamente fiéis a seu pai ao longo de sua vida mas seguiram cada um diferentes caminhos longe do Partido Liberal após a sua morte, com Gwilym encerrando sua carreira como um conservador, e Megan tornando-se uma deputada pelo Partido dos Trabalhadores em 1957, talvez simbolizando o destino de muitos do velho Partido Liberal. A historiadora canadense Margaret MacMillan é sua bisneta, e é atualmente professora titular e reitora do Trinity College da Universidade de Toronto.